# Comunicació felina

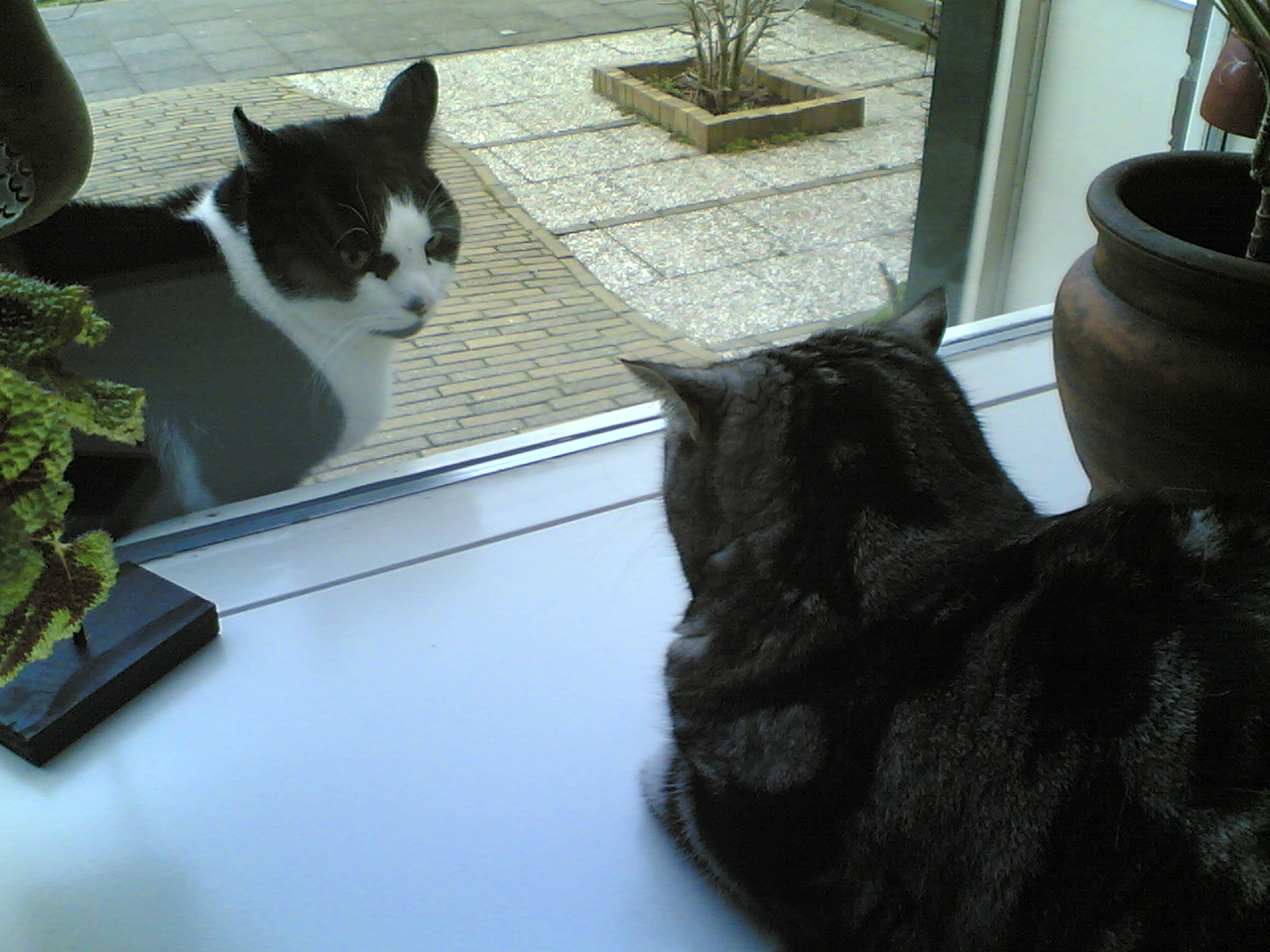
El llenguatge corporal és una de les formes de comunicació principals dels gats.

La comunicació felina és la sèrie de mètodes que utilitzen els gats per comunicar-se amb els humans, altres gats i altres animals. Les formes de comunicació inclouen la postura, el moviment (incloent-hi moviments ràpids i discrets que els humans no solen percebre) i senyals auditius i químics. Els mètodes comunicatius emprats pels gats han estat influïts pel procés de domesticació que han experimentat.

## Comunicació auditiva

### Miol

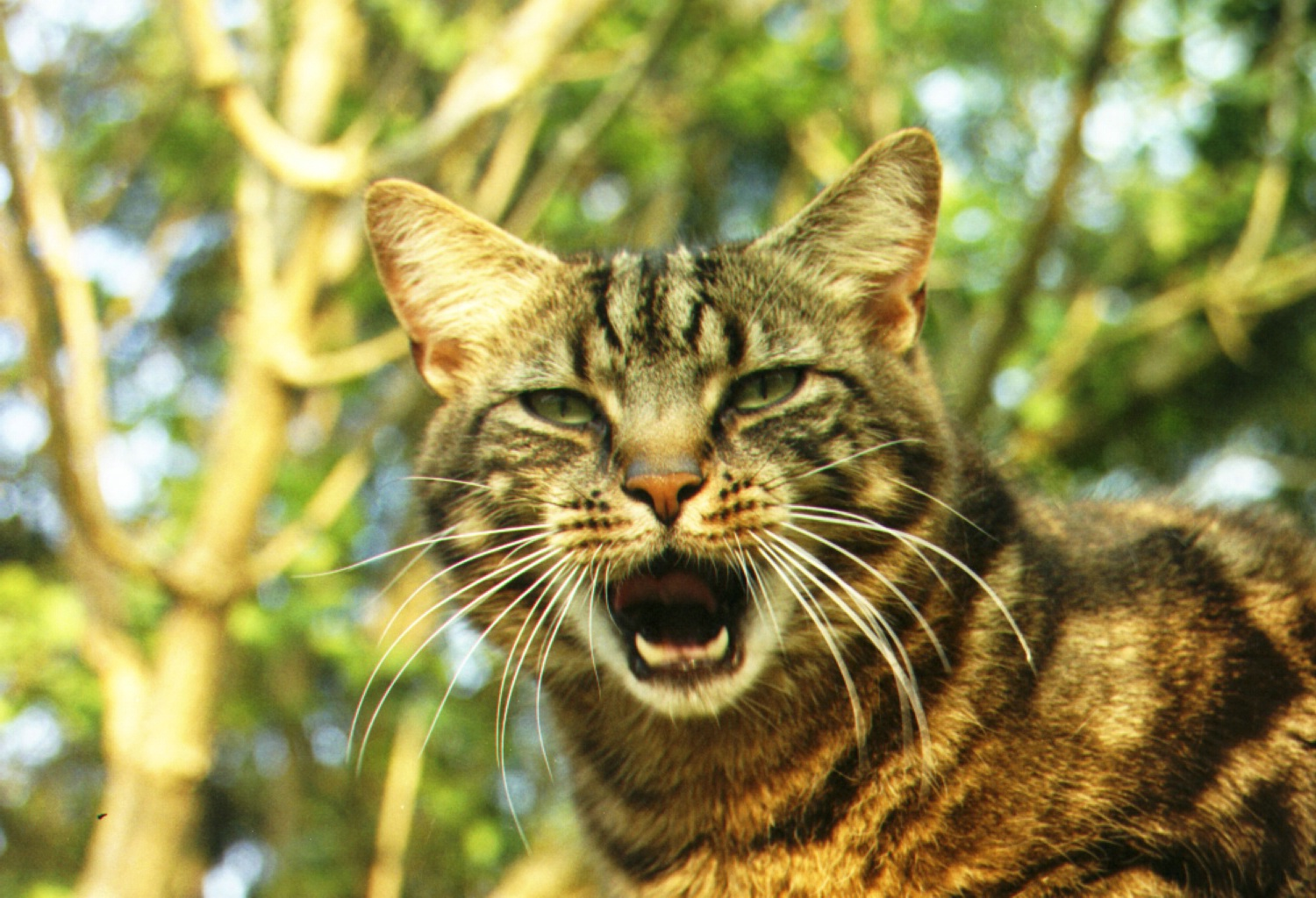
Un gat miolant.

El miol és una vocalització que utilitzen els gats per demanar quelcom a la seva mare. Els gats adults no solen miolar els uns envers els altres, de manera que es creu que el miol dels gats domèstics envers els humans probablement és una extensió d'aquest senyal de queixa, en aquest cas envers un cuidador no relacionat d'una espècie diferent. Quan es comuniquen amb els humans, els gats adults utilitzen variacions d'aquest to per demanar aliment o atenció, queixar-se o mostrar sorpresa. Un canvi lleuger en el to, el ritme o la puntuació del miol en canvia el significat.
Tot i que, a vegades, els gats utilitzen vocalitzacions per comunicar-se, com ara roncs, grunyits i esbufecs, generalment ho fan mitjançant llenguatge corporal. Quan es preparen per lluitar o foragitar un rival, poden emetre miols llargs i articulats. Tanmateix, gran part dels miols serveixen únicament per interaccionar amb els humans.
El miol es pot descriure amb l'onomatopeia «mèu».

### Ronc
El ronc és un so emès per moltes espècies de fèlids, un brunzit tonal pot variar d'un gat a l'altre. Els gats domèstics ronquen a una freqüència de 25-150 vibracions per segon. Sovint es veu el ronc com un senyal de felicitat, però alguns gats ronquen quan se senten malalts o en moments tensos, traumàtics o dolorosos.
Tot i que el ronc és un fenomen reconegut universalment, no es coneix amb la certesa el mecanisme pel qual es genera. Això és degut parcialment al fet que els gats no tenen cap caràcter anatòmic que s'hi pugui assignar clarament.

### Altres sons

Un gat que esbufega i arqueja l'esquena per semblar més gran i rebutjar una amenaça.

La majoria de gats grunyen o esbufeguen si s'enfaden o se senten amenaçats, com a avís envers l'amenaça que perceben. Si l'avís és ignorat, el gat pot llançar un atac més o menys seriós. Alguns gats poden donar cops amb les potes, amb les urpes esteses o retractades.
La majoria de gats fan sorolls similars a piulets quan observen les preses. S'han proposat diverses explicacions d'aquest fet: que és un so amenaçant, una expressió d'excitació o frustració o un intent d'imitar la crida dels ocells (o de les seves preses, com per exemple una cigala). Alguns etòlegs animals recents han proposat que és un "comportament d'assaig" en què el gat anticipa o practica la mort de la presa, car el so sol acompanyar un moviment mossegador semblant al que s'utilitza per matar-la (la "mossegada letal" que trenca les vèrtebres cervicals de la víctima).
Alguns gats esbufeguen després d'haver fracassat en la caça malgrat un gran esforç.
Alguns fèlids, incloent-hi els tigres, emeten prusten com a salutació. Altres grunyen quan reben atenció física mentre ronquen.

## Llenguatge corporal

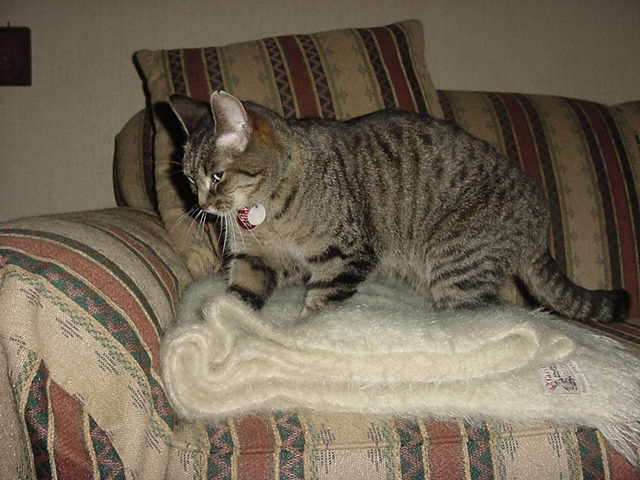
Un gat tigrat fa pipes amb una manta abans d'adormir-se. Cal remarcar la posició avançada dels bigotis, que indica felicitat o curiositat.

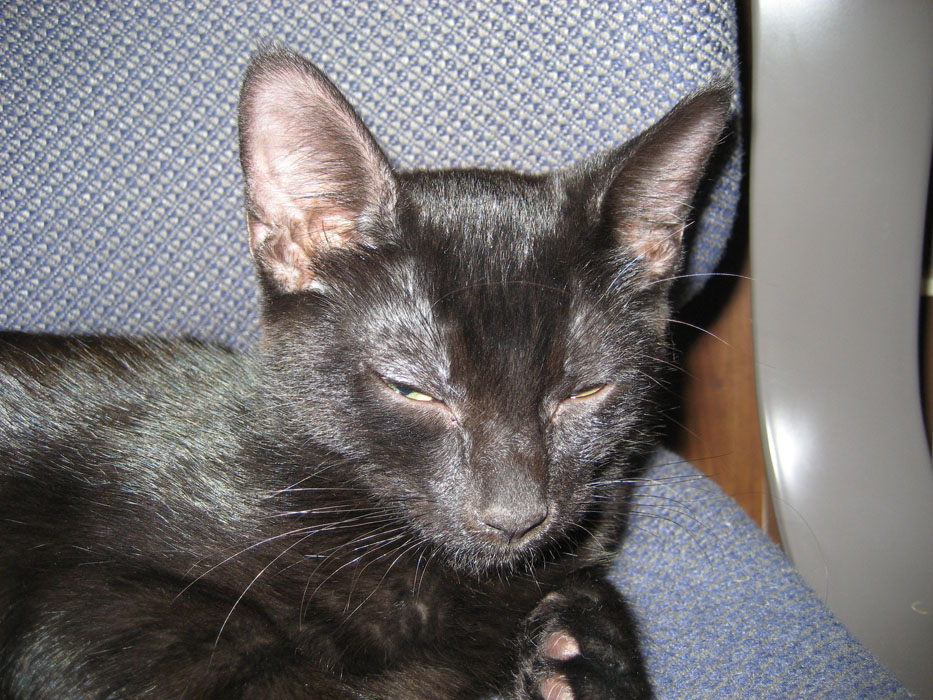
Un gat negre jove relaxat i feliç.

Els gats mouen lleugerament la punta de la cua quan cacen o estan enfadats, mentre que si la mouen molt és un senyal d'incomoditat. També la poden moure quan juguen. La cua erecta indica felicitat o pot ser una salutació envers els humans o altres gats (sovint parents propers), mentre que una cua semierecta indica un plaer menor i la cua baixa indica infelicitat. Un gat espantat o sorprès pot estarrufar la cua i el pèl de l'esquena, posant-se de perfil envers l'amenaça per semblar més grans.

## Mossegades
Una mossegada acompanyada per esbufecs o grunyits no representa un comportament juganer. Tanmateix, quan els gats s'aparellen, el mascle mossega el bescoll de la femella quan aquesta assumeix una posició favorable a l'aparellament.

## Olor
Els gats es poden comunicar mitjançant l'olor de l'orina, els excrements i substàncies químiques excretades per glàndules situades al voltant de la boca, la cua i les potes. També fan servir olors per marcar territori. Si un altre animal intenta penetrar al territori d'un gat, ambdós combaten pel territori i el gat intenta foragitar l'intrús. Els gats tenen glàndules odoríferes al llarg de la cua, a banda i banda del cap, els llavis, la base de la cua, el mentó, a prop dels òrgans sexuals i entre les potes anteriors. Les utilitzen per marcar territori amb senyals odorífers.